# Rhinolophopsylla capensis
Rhinolophopsylla capensis är en loppart som beskrevs av Jordan et Rothschild 1921. Rhinolophopsylla capensis ingår i släktet Rhinolophopsylla och familjen fladdermusloppor. Inga underarter finns listade i Catalogue of Life.